# Place du Président-Wilson (Dijon)
Pour les articles homonymes, voir Place du Président-Wilson.
La place du Président-Wilson, que les Dijonnais appellent simplement place Wilson, est une voie de la commune française de Dijon. L'ensemble urbain de la place a été inscrit au titre des monuments et des sites historiques par arrêté du 22 juillet 1972.

## Situation et accès
Cette vaste place est une des plus grandes de la ville. Elle offre entre autres une large allée circulaire, un kiosque à musique et un bassin avec jets d'eau. Dans le prolongement de la place, le Cours du Parc et le Cours du Général de Gaulle (allées du parc) conduisent au Parc de la Colombière. L'architecture de cette place est de style néoclassique de part et d'autre de la rue Chabot-Charny, de type haussmannien près du boulevard Carnot, et en partie Art déco à l'entrée des allées du Parc. Elle est desservie par trois lignes de bus majeures.

## Origine du nom

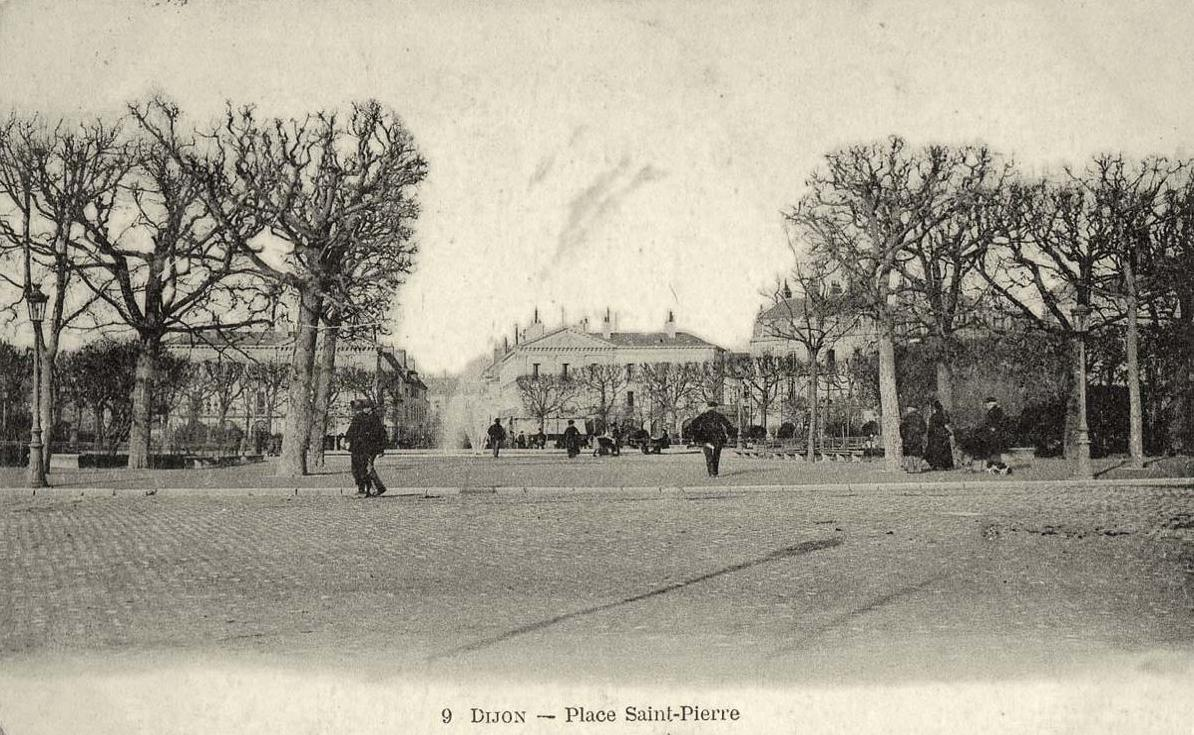
La place Saint-Pierre vers 1900.

La place s'appelait initialement place Saint-Pierre. En 1904, lors d'une campagne de « laïcisation des rues » menée par la municipalité radicale, la place a été renommée place du Peuple. Pendant la Première Guerre mondiale, le 5 juillet 1918, la municipalité de Dijon lui a donné le nom de Woodrow Wilson (1856-1924), 28e président des États-Unis, pour saluer l'entrée en guerre des États-Unis aux côtés de la France.

## Historique

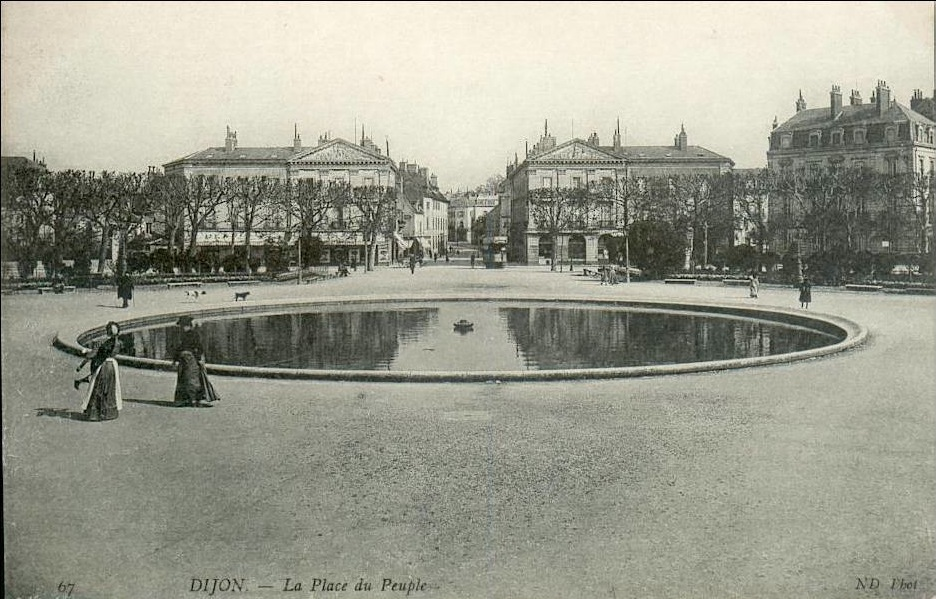
La « place du Peuple ».

Là où s'étend la place se trouvait sous l'Ancien Régime un bastion en forme de fer à cheval, qui était un élément de la fortification au sud de la ville. Ce bastion est détruit dans les années 1820. Par délibérations de 1835, 1836 et 1837, le conseil municipal adopte le projet d'aménagement d'une place circulaire. Une double rangée de platanes y est plantée sur un cercle de 110 mètres de diamètre, doté de pelouses et de bancs en pierre. Au centre est installé un bassin en pierre, comportant une gerbe de dix-sept jets dont le principal dépasse treize mètres de haut. Ce bassin avec sa fontaine sont inaugurés le 28 juillet 1841, en même temps que les fontaines publiques de Dijon. 
Deux immeubles d'angle sont construits à partir de 1838 de part et d'autre de la rue Chabot-Charny par le négociant dijonnais Charles André, sur les plans de l'agent-voyer Papinot. De style néoclassique, ces édifices comportent au rez-de-chaussée des arcades cintrées ; ils sont décorés de pilastres munis de chapiteaux, et ils présentent chacun, du côté de la place, un fronton triangulaire orné d'un bas-relief sculpté par Louis-Joseph Moreau. Le bas-relief de l'immeuble de gauche représente la Bourgogne entourée des attributs de l'agriculture, du commerce et de l'industrie ; celui de droite figure la Bourgogne distribuant des couronnes de laurier près de médaillons figurant des hommes célèbres de Dijon et de la Bourgogne : essentiellement des littérateurs, des artistes, des hommes d'Église.
La place prend le nom de place Saint-Pierre en 1840. L'église Saint-Pierre, œuvre de Jean-Baptiste Antoine Lassus et de style néogothique, est édifiée de 1853 à 1858. Un kiosque à musique en bois est installé en 1869. Il est remplacé par un nouveau kiosque en pierre et en métal inauguré en 1912. Trois lignes de tramway traversent la place à partir de 1895. 
Le 11 janvier 2015, une manifestation en réaction aux attentats de janvier 2015 en France s'est tenue à Dijon. Le cortège a débuté place Darcy, suivi d'une marche au centre-ville avant de parvenir au point d'arrivée place du Président-Wilson. Cette manifestation a rassemblé 35 000 personnes.

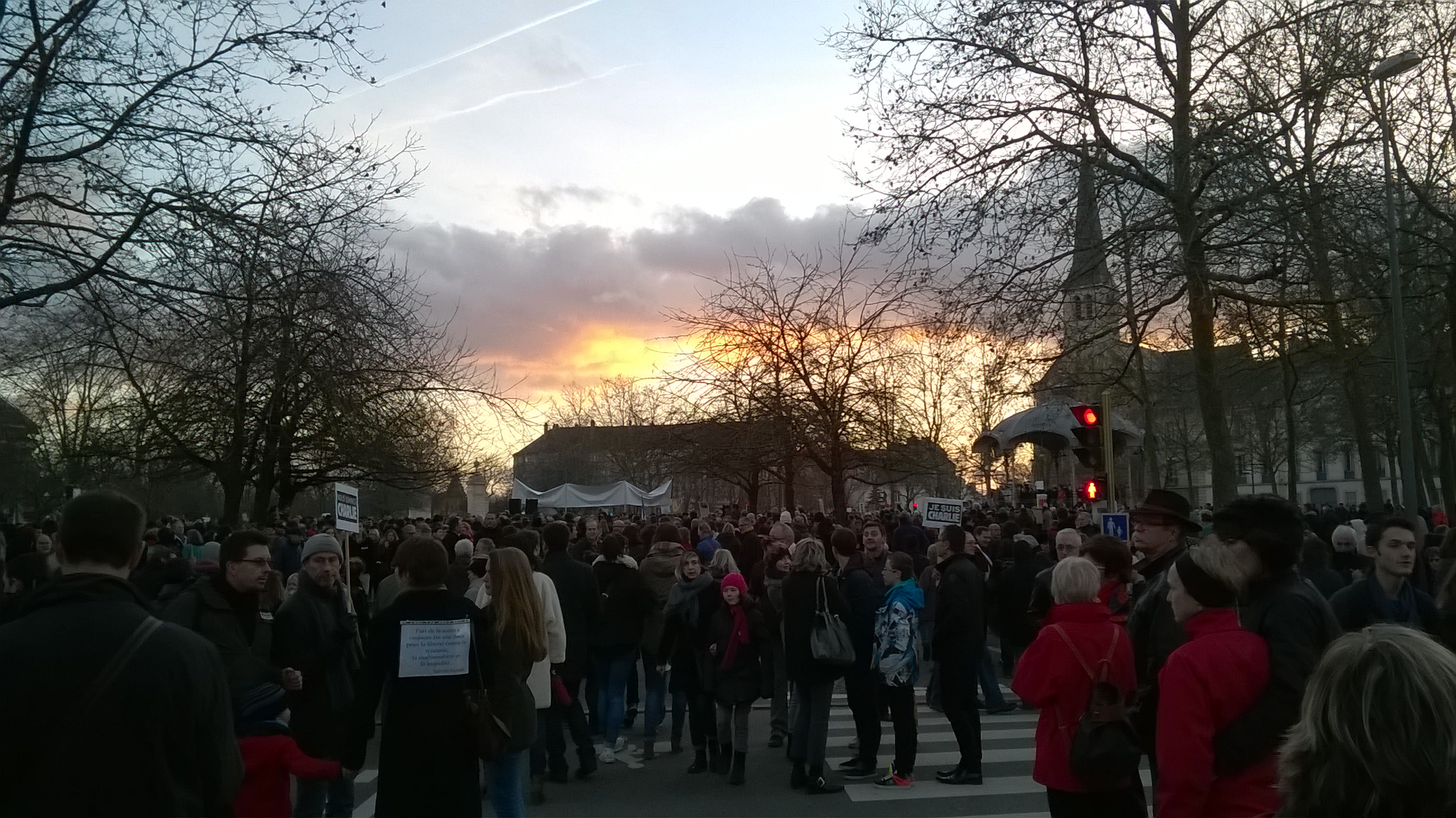
Manifestation du 11 janvier 2015 à Dijon.

### Cinéma
Plusieurs scènes du début du film « Le Repos du guerrier », avec Brigitte Bardot et Robert Hossein, ont été tournées à Dijon en 1962 dont une sur la place Wilson .

### Galerie

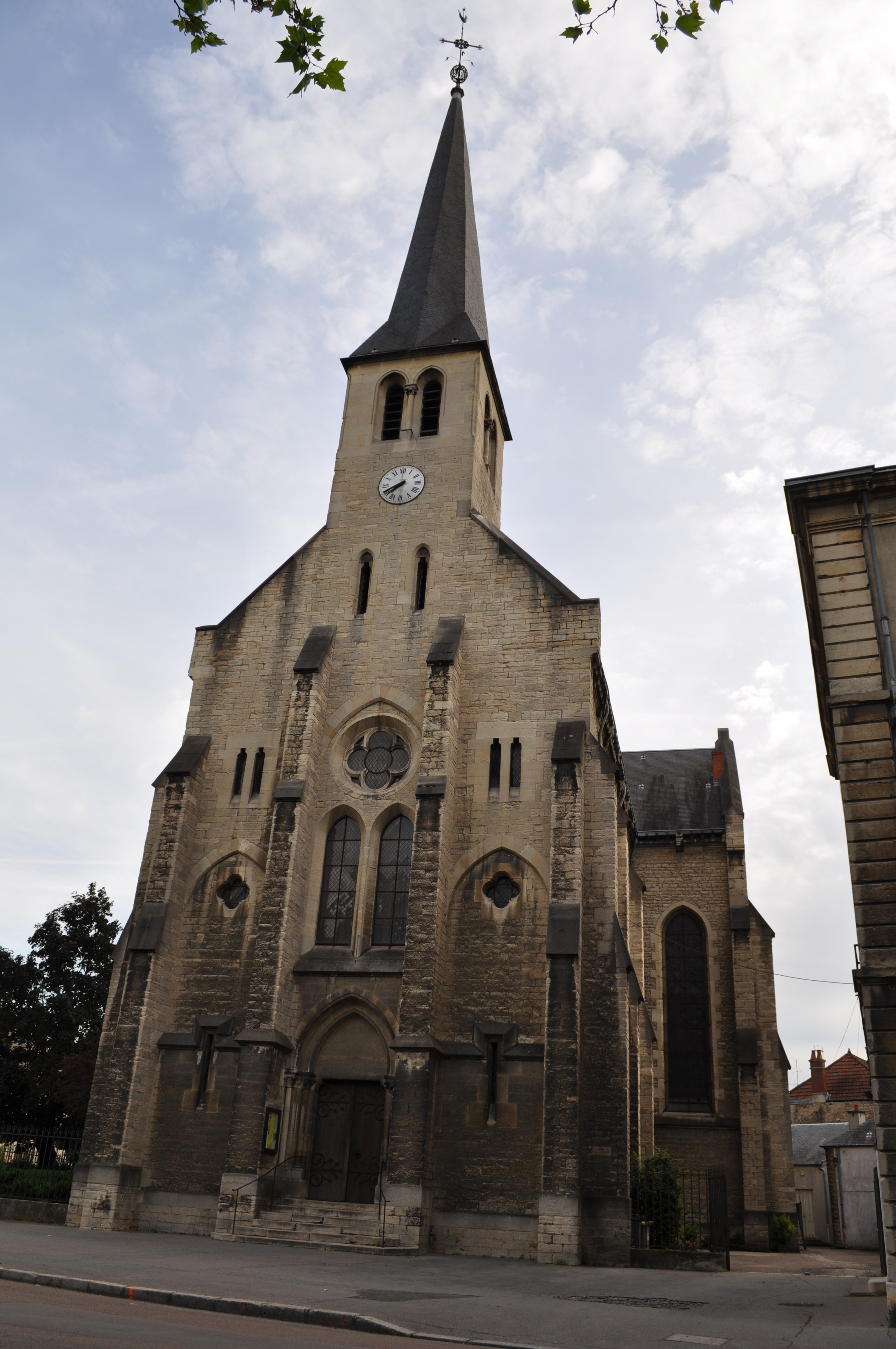
L'église Saint-Pierre
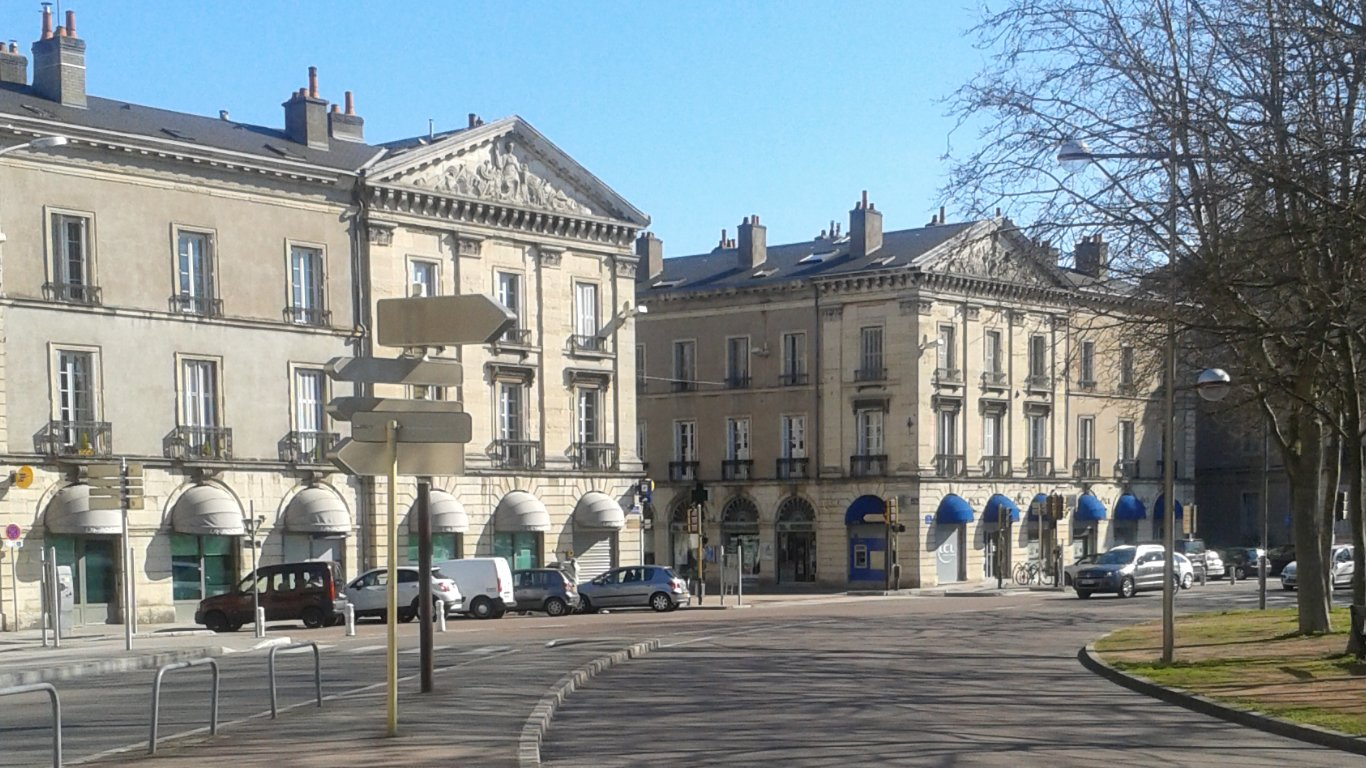
Immeubles néoclassiques par l'architecte François Papinot
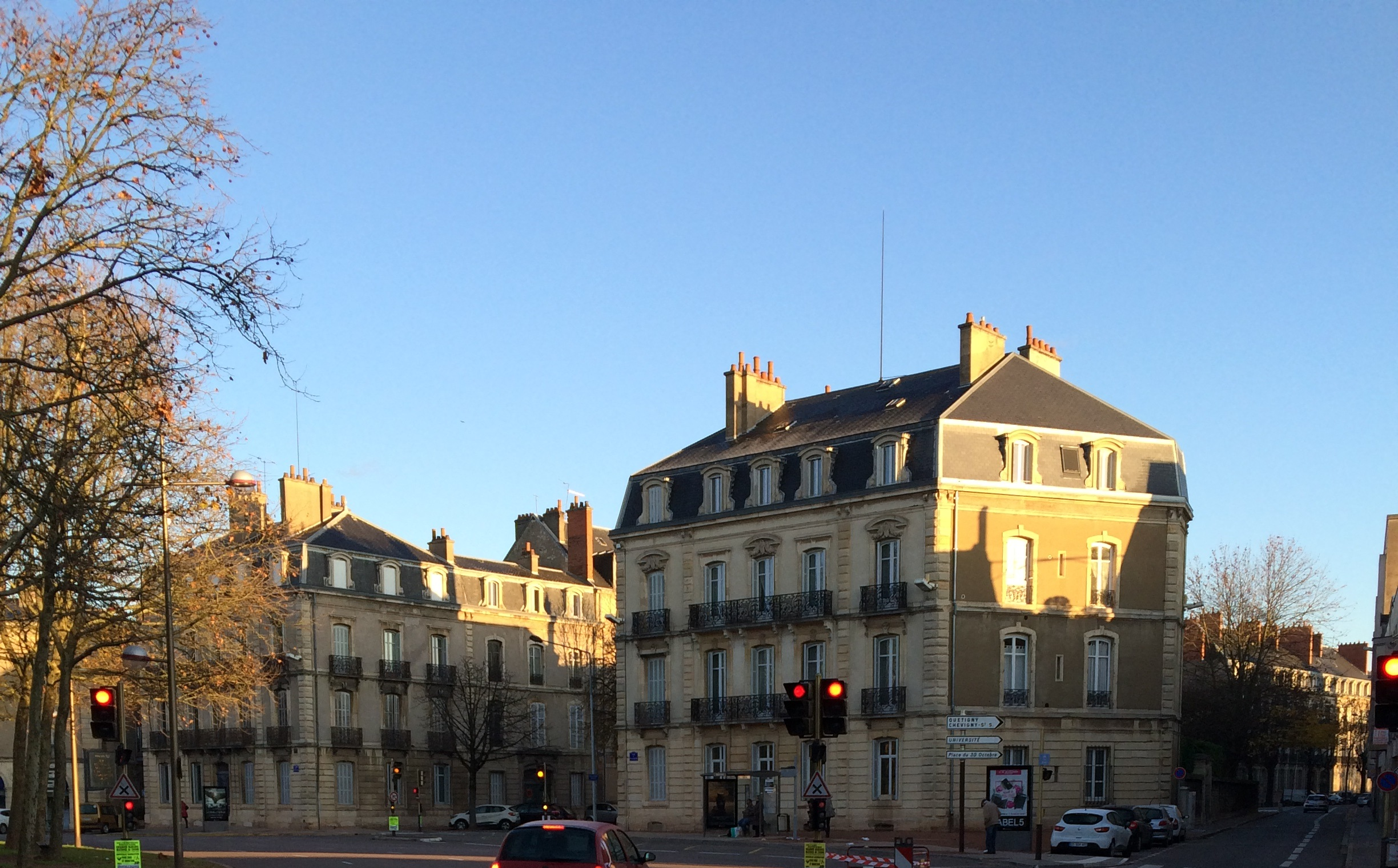
Immeubles donnant sur le boulevard Carnot
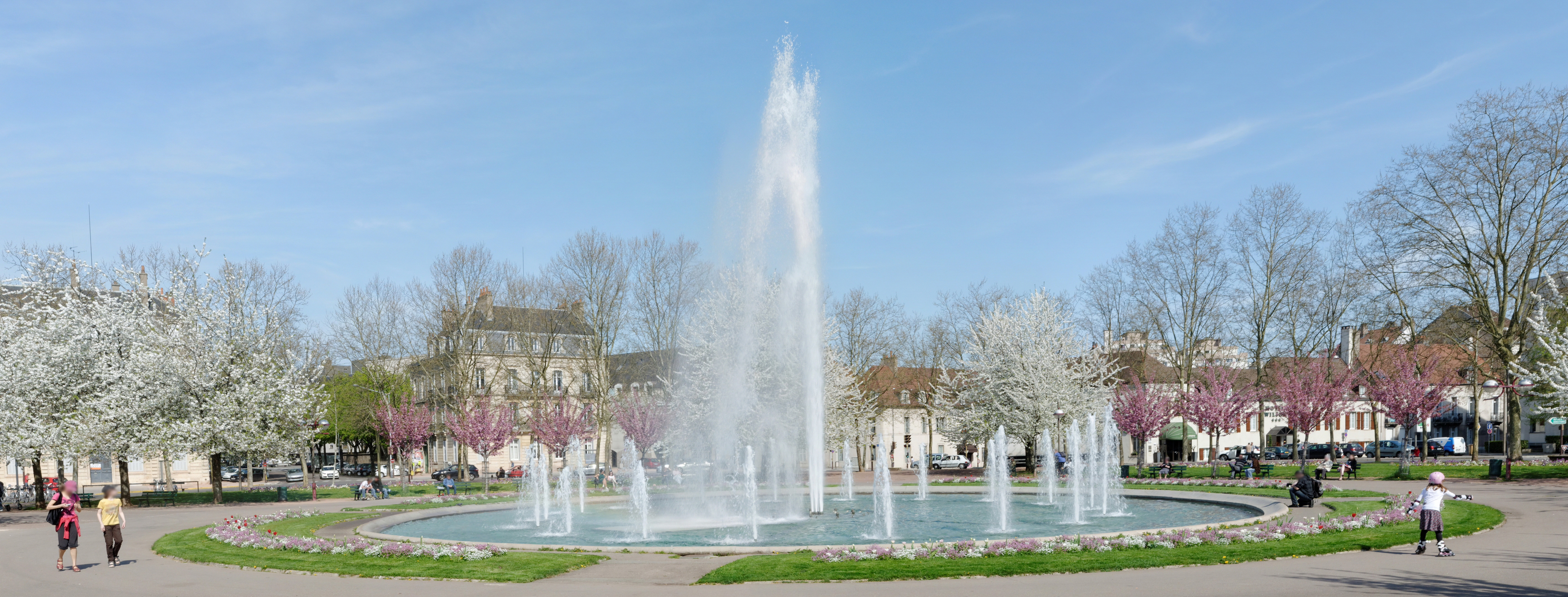
Bassin avec jets d'eau
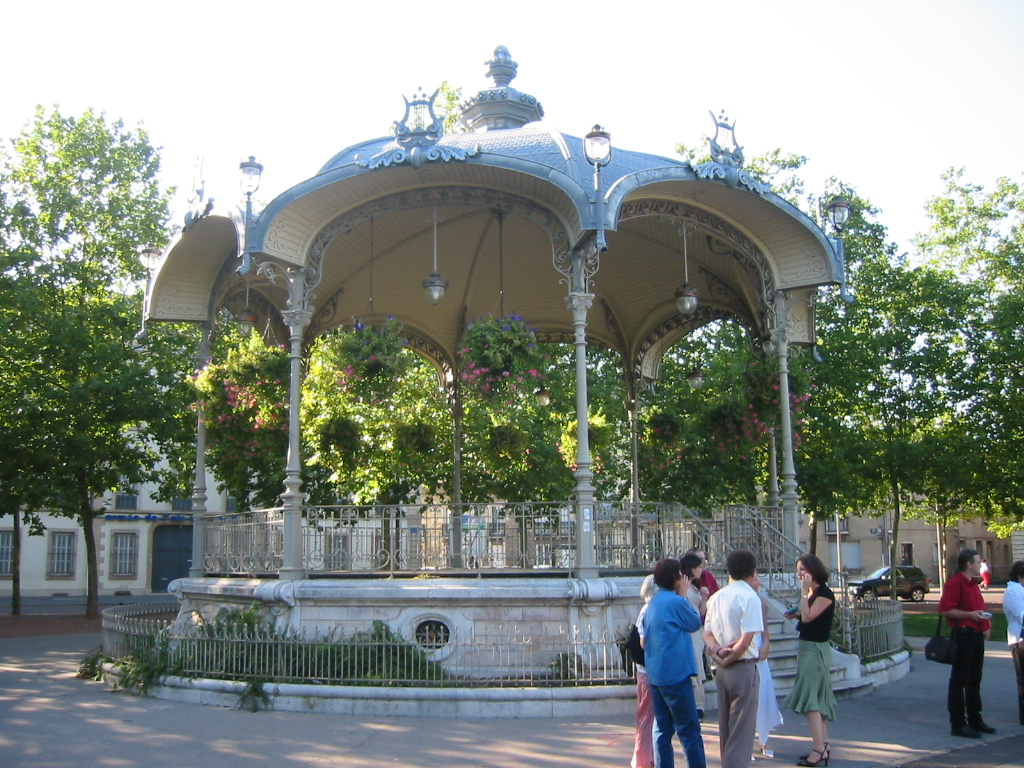
Kiosque à musique
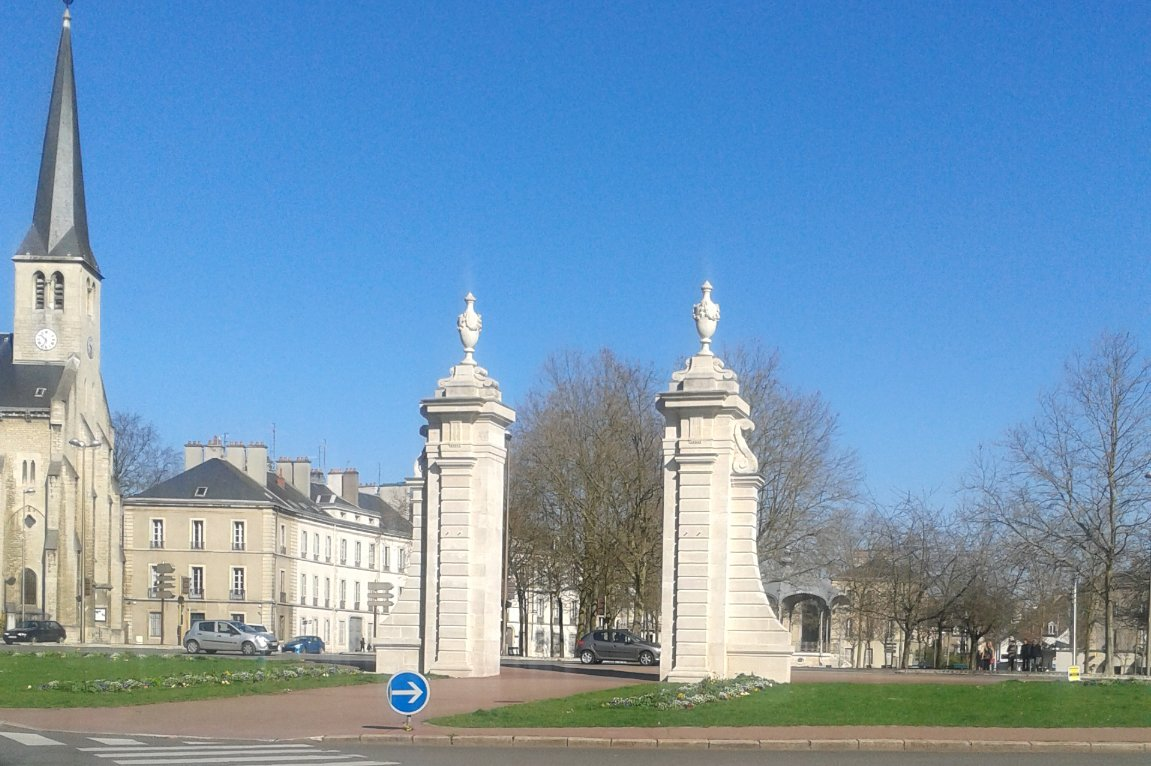
La porte des allées du Parc

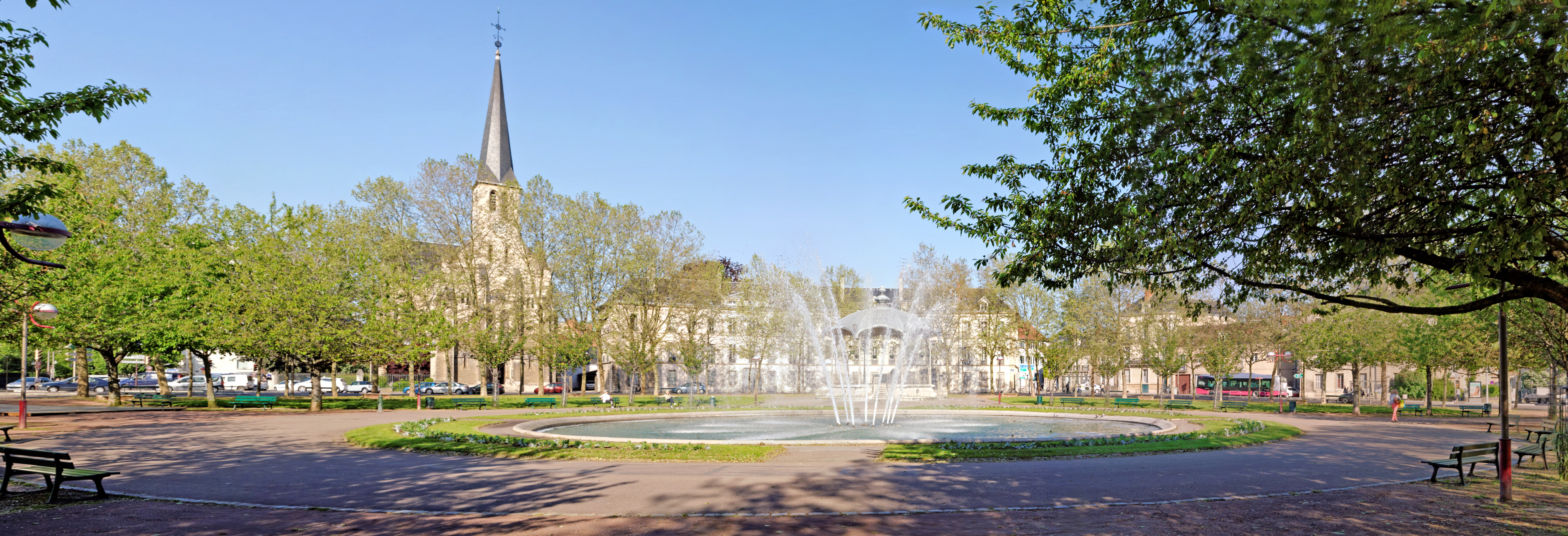
Vue panoramique de la place Wilson.